# Der Vogelfänger bin ich ja

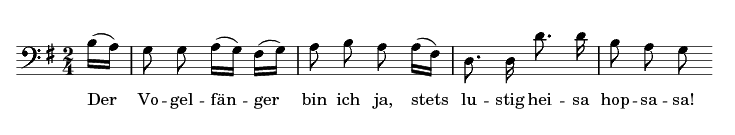
Der Vogelfänger bin ich ja

Der Vogelfänger bin ich ja (littéralement Oui, je suis celui qui capture les oiseaux, ou Oui, je suis l’oiseleur) est le premier air chanté par l'oiseleur Papageno, un baryton, dans l'opéra de Mozart La Flûte enchantée. Le second air chanté par Papageno est Ein Mädchen oder Weibchen wünscht Papageno sich (littéralement Une femme, une petite femme, voilà le vœu de Papageno).

## L'air
Ce premier air chanté par Papageno sert à présenter le personnage.

## La musique
La musique de cet air décrit la joie de vivre que manifeste Papageno au début de l'œuvre.

## Le texte
Le texte est tiré du livret en allemand de l'ami de Mozart, Emanuel Schikaneder, qui jouait aussi le rôle de Papageno lors de la première représentation.
| Der Vogelfänger bin ich ja Stets lustig, heißa, hopsassa! Ich Vogelfänger bin bekannt Bei Alt und Jung im ganzen Land. Weiß mit dem Locken umzugehn Und mich aufs Pfeifen zu verstehn. Drum kann ich froh und lustig sein, Denn alle Vögel sind ja mein. Der Vogelfänger bin ich ja Stets lustig, heißa, hopsassa! Ich Vogelfänger bin bekannt Bei Alt und Jung im ganzen Land. Ein Netz für Mädchen möchte ich, Ich fing sie dutzendweis' für mich! Dann Sperrte ich sie bei mir ein, Und alle Mädchen wären mein. Wenn alle Mädchen wären mein, So tauschte ich brav Zucker ein, Die, welche mir am liebsten wär, Der gäb' ich gleich den Zucker her. Und küßte sie mich zärtlich dann, Wär' sie mein Weib und ich ihr Mann. Sie schlief an meiner Seite ein, Ich wiegte wie ein Kind sie ein. |  |  | Oui, je suis l'oiseleur, toujours joyeux, holà hoplala ! moi, oiseleur, suis connu des jeunes et vieux dans tout le pays. Je sais poser des pièges, je reconnais tous les sifflets. Voilà pourquoi je suis joyeux : tous les oiseaux sont à moi ! Oui, je suis l'oiseleur, toujours joyeux, holà hoplala ! Moi, oiseleur, je suis connu des jeunes et vieux dans tout le pays. Si j'avais un filet pour attraper les filles, je les attraperais par douzaines pour moi seul ! Je les enfermerais chez moi, et elles seraient toutes à moi. Et lorsque toutes les filles seraient à moi, j’achèterais gentiment des sucreries et à ma préférée je les donnerais. Elle m'embrasserait tendrement, Alors elle serait ma femme et moi son mari. Elle dormirait à mes côtés et je la bercerais comme une enfant. |